# Catherine Crowe
Catherine Ann Crowe, geborene Stevens (* 20. September 1790 in Borough Green, Kent; † 14. Juni 1872 in Folkestone, Kent) war eine britische Schriftstellerin von Gesellschaftserzählungen und übernatürlichen Geschichten und Theaterautorin. Sie schrieb auch für Kinder.

## Leben

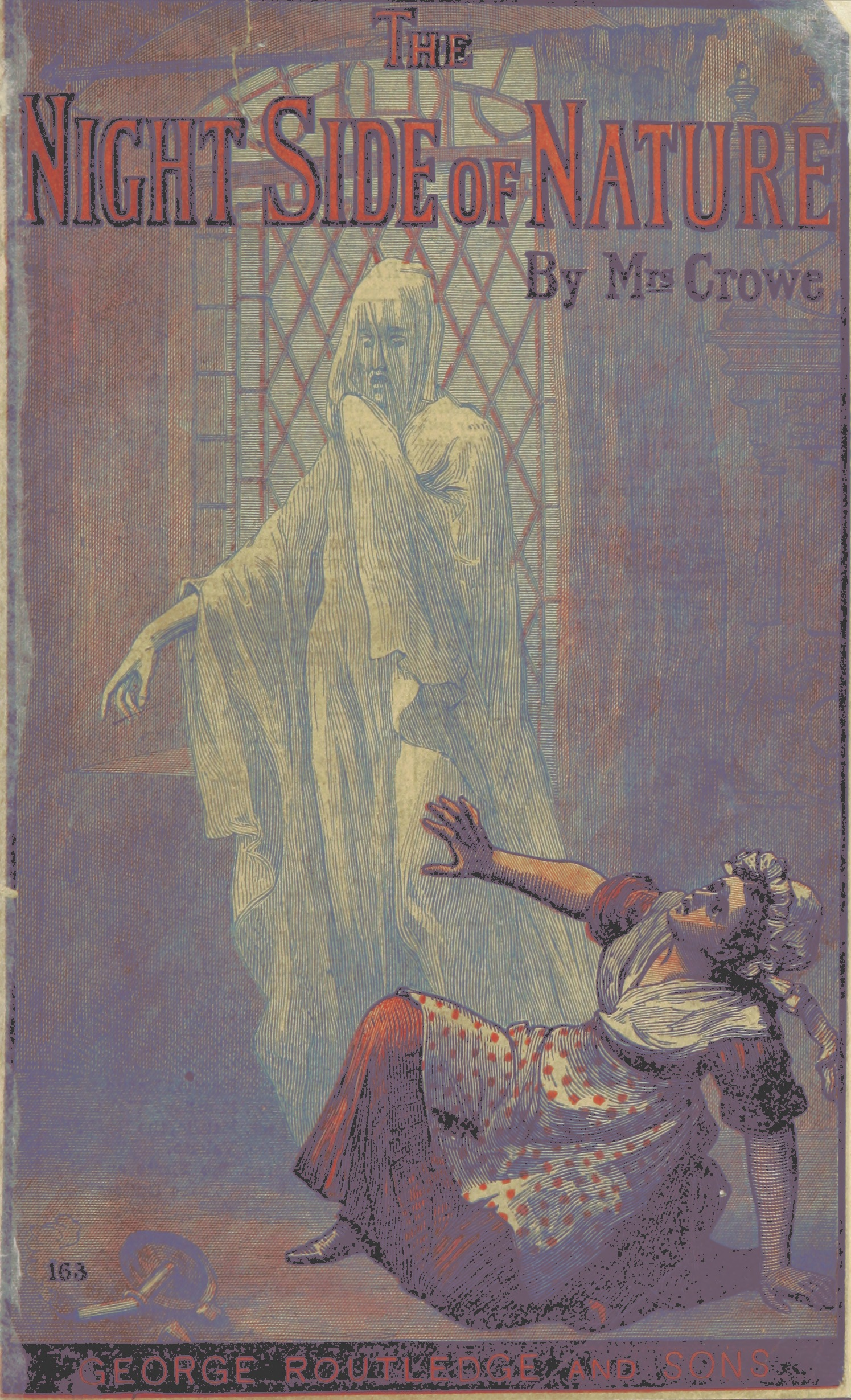
The Night Side of Nature, Ausgabe Routledge, London 1882

Catherine Ann Stevens wurde als Tochter von John Stevens (1758–1833), einem Landwirt und später Gaststättenbetreiber, und dessen erster Frau, Mary Stevens, geborene Nash (* 1754), geboren. Sie wurde zu Hause erzogen und verbrachte die meiste Zeit ihrer Kindheit in Kent. Sie heiratete 1822 einen Armeeoffizier, Major John Crowe (1783–1860), und hatte einen Sohn, John William (* 1823), aber die Ehe war unglücklich, und als sie 1828 in Clifton, Bristol, Sydney Smith und seine Familie kennenlernte, bat sie sie um Hilfe. Über die nächsten Jahre ist wenig bekannt, aber 1838 lebte sie getrennt von ihrem Mann in Edinburgh und hatte die Bekanntschaft mehrerer Schriftsteller gemacht, darunter Thomas de Quincey in Edinburgh sowie Harriet Martineau und William Makepeace Thackeray in London. Auch Smith ermutigte sie in ihrem Schreiben.
Das Buch, das Crowe als Romanautorin etablierte, war The Adventures of Susan Hopley (1841). Es folgten Men and Women (1844), The Story of Lily Dawson (1847), The Adventures of a Beauty (1852) und Linny Lockwood (1854). Obwohl sie im bürgerlichen Leben spielten, hatten sie komplizierte, reißerische Handlungen, während sie gleichzeitig die missliche Lage der viktorianischen Frauen kommentierten, die in der Abgeschiedenheit aufwuchsen und von den Männern misshandelt wurden, die sich nicht an die Normen des anständigen Verhaltens hielten. Dieser Aspekt ihres Schreibens wurde von späteren Schriftstellerinnen in einer Würdigung in Women Novelists of Queen Victoria's Reign (1897) besonders hervorgehoben. Susan Hopley wurde mehrfach nachgedruckt und zu ihrem Ärger in eine Groschenromanserie verwandelt. Ihre Geschichten wurden auch von Zeitschriften wie dem wöchentlich erscheinenden Chambers' Edinburgh Journal und Dickens’ Household Words nachgefragt. Ein Theaterstück Susan Hopley; or, The Vicissitudes of a Servant Girl („Susan Hopley oder Die Leiden eines Dienstmädchens“), das von George Dibdin Pitt nach Crowes Roman adaptiert wurde, wurde 1841 am Royal Victorian Theatre uraufgeführt und entwickelte sich zu einem Dauerbrenner. Bis 1849 wurde es 343 Mal aufgeführt.
Crowes eigene zwei Theaterstücke, die frühe Verstragödie Aristodemus (1838) und das Melodram The Cruel Kindness (1853), hatten beide historische Themen, die mit ihren eigenen Familienproblemen übereinstimmten. Nur das zweite Stück hatte 1853 eine kurze Aufführung in London.
Crowe wandte sich zunehmend übernatürlichen Themen zu, inspiriert von deutschen Schriftstellern. Ihre Sammlung The Night-side of Nature (1848) wurde zu ihrem populärsten Werk und wurde zuletzt im Jahr 2011 neu aufgelegt. Sie wurde ins Deutsche und Französische übersetzt und soll die Ansichten von Charles Baudelaire beeinflusst haben. Ihr eigenes Engagement in solchen Angelegenheiten soll im Februar 1854 einen bizarren Höhepunkt erreicht haben, als sie eines Nachts nackt in Edinburgh entdeckt wurde und davon überzeugt war, dass Geister sie unsichtbar gemacht hatten. Sie wurde wegen einer Geisteskrankheit behandelt und soll sich wieder erholt haben. Zwei ihrer Geistergeschichten erschienen erneut in Victorian Ghost Stories (1936), herausgegeben von Montague Summers.
Crowe schrieb auch eine Reihe von Kinderbüchern, darunter Versionen von Uncle Tom's Cabin für junge Leser, Pippie's Warning; or, Mind Your Temper (1848), The Story of Arthur Hunter and his First Shilling (1861) und The Adventures of a Monkey (1862).
In den späteren 1850er Jahren ließ Crowes Erfolg etwas nach, und 1861 verkaufte sie ihre Urheberrechte. Nach 1852 lebte sie hauptsächlich in London und im Ausland, zog aber 1871 nach Folkestone, wo sie im folgenden Jahr starb.

## Werke
- Aristodemus: A Tragedy. William Tait, Edinburgh 1838.
- Adventures of Susan Hopley; or Circumstantial Evidence. 3 Bände. Saunders & Otley, London 1841.
- Men and Women or, Manorial Rights. 3 Bände. Saunders and Otley, London 1843.
- The Story of Lilly Dawson. 3 Bände. Henry Colburn, London 1847.
- Pippie's Warning; or, Mind your Temper. Arthur Hall & Co., London 1848.
- The Night-Side of Nature, or, Ghosts and Ghost-seers. 2 Bände. T. C. Newby, London 1848.
  - In deutscher Sprache erschienen: Die Nachtseite der Natur, oder Geister und Geisterseher : erster und zweiter Teil. Bohmeier, Leipzig 2009, ISBN 978-3-89094-621-4.
- Light and Darkness; or, Mysteries of Life. 3 Bände. Henry Colburn, London 1850.
- The Adventures of a Beauty. 3 Bände. Colburn and Co., London 1852.
- Linny Lockwood: A Novel. 2 Bände. George Routledge & Co., London 1854.
- Ghosts and Family Legends: A Volume for Christmas. Thomas Cautley Newby, London 1859.
- The Story of Arthur Hunter and His First Shilling, with Other Tales. James Hogg & Sons, London 1861.
- The Adventures of a Monkey: An Interesting Narrative. Dean and Son, London 1862.